# Xysticus kashidi
Xysticus kashidi is een spinnensoort uit de familie van de krabspinnen (Thomisidae).
De wetenschappelijke naam van de soort werd in 1963 gepubliceerd door Benoy Krishna Tikader.